# Gus Bilirakis
Gus Michael Bilirakis (ur. 8 lutego 1963) – amerykański polityk, członek Partii Republikańskiej. W 2007 roku zastąpił swojego ojca, Michaela Bilirakisa, na stanowisku przedstawiciela dziewiątego okręgu wyborczego w stanie Floryda do Izby Reprezentantów Stanów Zjednoczonych, od 2013 roku reprezentuje dwunasty okręg wyborczy tego stanu.